# Jens Seipenbusch
Jens Seipenbusch (Wuppertal, 1968. augusztus 6. –) német fizikus, politikus, a Német Kalózpárt (PIRATEN)  elnöke volt kétszer is. Fizikát tanult a Münsteri Egyetem.